# Señoras y señores (película)
Señoras y señores (Signore & Signori) es una película italiana de 1966 dirigida por Pietro Germi. Se trata de una película de episodios, y es una comedia erótica que presenta tres historias, todas ambientadas en la ciudad italiana de Treviso.
La película compartió el Gran Premio con Un hombre y una mujer en el Festival de Cine de Cannes de 1966, ambas obteniendo el Palma de oro.

## Reparto
- Virna Lisi – Milena Zulian
- Gastone Moschin – Osvaldo Bisigato
- Nora Ricci – Gilda Bisigato
- Alberto Lionello – Toni Gasparini
- Olga Villi – Ippolita Gasparini
- Franco Fabrizi – Lino Benedetti
- Beba Lončar – Noemi Castellan
- Gigi Ballista – Giacinto Castellan
- Carlo Bagno – Bepi Cristofoletto
- Patrizia Valturri – Alda Cristofoletto
- Virgilio Gazzolo – editor
- Quinto Parmeggiani – Giovanni Soligo
- Gia Sandri – Betty Soligo
- Moira Orfei – Giorgia Casellato
- Virgilio Scapin – Don Schiavon
- Gustavo d'Arpe - Scarabello